# Strofinaccio
Lo strofinaccio, (detto canovaccio quando è fatto di canapa) è uno straccio usato per pulire o asciugare strofinando. strofinaccio da cucina  o asciugapiatti, telo da cucina, è un telo di cotone o lino a trama grossa che si utilizza per asciugare le stoviglie e gli altri utensili da cucina. Solitamente è dotato di un occhiello per appenderlo a un gancio.
Viene spesso chiamato in modo diverso nelle diverse regioni, ad esempio burazzo in Emilia-Romagna e asciughino in Toscana. 

Nelle Marche (esclusa la provincia di Pesaro-Urbino in cui rimane il termine "strofinaccio") prende invece il nome di sparrone.
Nel campano è comunemente chiamato mappina.
Viene detto anche torcione quello usato in ambito ristorativo, da cuochi o camerieri, per prendere piatti caldi o per pulire velocemente le mani o una superficie. Generalmente viene tenuto appeso al grembiule (in cucina) o appoggiato all'avambraccio (in sala).